# Limnophila
Limnophila is een muggengeslacht uit de familie van de steltmuggen (Limoniidae).

## Soorten

### OndergeslachtAraucolimnophila
- L. (Araucolimnophila) wolffhuegeli Alexander, 1940

### OndergeslachtArctolimnophila
- L. (Arctolimnophila) claggi Alexander, 1931
- L. (Arctolimnophila) subcostata (Alexander, 1911)

### OndergeslachtAtopolimnophila
- L. (Atopolimnophila) laricicola Alexander, 1912

### OndergeslachtDasylimnophila
- L. (Dasylimnophila) stuckenbergiana Alexander, 1965
- L. (Dasylimnophila) velitor Alexander, 1951

### OndergeslachtDendrolimnophila
- L. (Dendrolimnophila) albomanicata (Alexander, 1945)
- L. (Dendrolimnophila) shikokuensis Alexander, 1953

### OndergeslachtElporiomyia
- L. (Elporiomyia) breviterebra Alexander, 1965
- L. (Elporiomyia) crepuscula Wood, 1952
- L. (Elporiomyia) nox Alexander, 1921
- L. (Elporiomyia) woodiana Alexander, 1964

### OndergeslachtHabrolimnophila
- L. (Habrolimnophila) celestissima (Alexander, 1945)

### OndergeslachtHesperolimnophila
- L. (Hesperolimnophila) euxesta Alexander, 1924
- L. (Hesperolimnophila) nycteris Alexander, 1943
- L. (Hesperolimnophila) rubida Alexander, 1924

### OndergeslachtHovalimnophila
- L. (Hovalimnophila) malitiosa (Alexander, 1951)

### OndergeslachtIdiolimnophila
- L. (Idiolimnophila) emmelina Alexander, 1914

### OndergeslachtIndolimnophila
- L. (Indolimnophila) adicia Alexander, 1964
- L. (Indolimnophila) benguetana Alexander, 1931
- L. (Indolimnophila) bituminosa Alexander, 1931
- L. (Indolimnophila) bivittata Edwards, 1928
- L. (Indolimnophila) dravidica Alexander, 1971

- L. (Indolimnophila) iota Alexander, 1964
- L. (Indolimnophila) iotoides Alexander, 1968
- L. (Indolimnophila) manipurensis Alexander, 1942
- L. (Indolimnophila) subguttularis Alexander, 1932

### OndergeslachtLasiomastix
- L. (Lasiomastix) macrocera (Say, 1823)
- L. (Lasiomastix) subtenuicornis (Alexander, 1918)
- L. (Lasiomastix) tenuicornis Osten Sacken, 1869

### OndergeslachtLimnophila
- L. (Limnophila) abstrusa Alexander, 1929
- L. (Limnophila) acuspinosa Alexander, 1931
- L. (Limnophila) alpica Alexander, 1929
- L. (Limnophila) allosoma Speiser, 1908
- L. (Limnophila) angularis Alexander, 1929
- L. (Limnophila) angusticellula Alexander, 1931
- L. (Limnophila) angustilineata Alexander, 1926
- L. (Limnophila) antennella Alexander, 1929
- L. (Limnophila) araucania Alexander, 1928
- L. (Limnophila) arnoudi Theowald, 1971
- L. (Limnophila) aureola Skuse, 1890
- L. (Limnophila) austroalpina Alexander, 1929
- L. (Limnophila) basalis (Walker, 1856)
- L. (Limnophila) bathrogramma Alexander, 1929
- L. (Limnophila) bogongensis Alexander, 1929
- L. (Limnophila) borchi Alexander, 1929
- L. (Limnophila) brachyptera Alexander, 1931
- L. (Limnophila) brunneistigma Alexander, 1931
- L. (Limnophila) bryobia Mik, 1881
- L. (Limnophila) buangensis Alexander, 1933
- L. (Limnophila) campbelliana Alexander, 1932
- L. (Limnophila) cancellata Alexander, 1962
- L. (Limnophila) carteri Alexander, 1922
- L. (Limnophila) casta Alexander, 1928
- L. (Limnophila) cingulipes Alexander, 1928
- L. (Limnophila) circumscripta Alexander, 1934
- L. (Limnophila) clavigera Alexander, 1934
- L. (Limnophila) colophallus Alexander, 1967
- L. (Limnophila) charis Alexander, 1955
- L. (Limnophila) charon Alexander, 1937
- L. (Limnophila) chinggiskhani Podenas and Gelhaus, 2001
- L. (Limnophila) defecta Alexander, 1929
- L. (Limnophila) dictyoptera Alexander, 1922
- L. (Limnophila) difficilis Alexander, 1920
- L. (Limnophila) disposita Skuse, 1890
- L. (Limnophila) dorrigana Alexander, 1933
- L. (Limnophila) edita Alexander, 1928
- L. (Limnophila) effeta Alexander, 1922
- L. (Limnophila) egena Alexander, 1928
- L. (Limnophila) electa (Alexander, 1924)
- L. (Limnophila) eutheta Alexander, 1936
- L. (Limnophila) expressa Alexander, 1937
- L. (Limnophila) filiformis Alexander, 1929
- L. (Limnophila) flavissima Alexander, 1960
- L. (Limnophila) fundata Alexander, 1928
- L. (Limnophila) guttulatissima Alexander, 1913
- L. (Limnophila) hemmingseniana (Alexander, 1978)
- L. (Limnophila) hilli Alexander, 1929
- L. (Limnophila) hoffmanniana Alexander, 1938
- L. (Limnophila) humidicola Alexander, 1929
- L. (Limnophila) imitatrix Skuse, 1890
- L. (Limnophila) implicita Alexander, 1929
- L. (Limnophila) inculta Alexander, 1929
- L. (Limnophila) inordinata Skuse, 1890
- L. (Limnophila) intonsa Alexander, 1928
- L. (Limnophila) japonica Alexander, 1913
- L. (Limnophila) jordanica Alexander, 1949
- L. (Limnophila) jucunda Alexander, 1928
- L. (Limnophila) kaieturana Alexander, 1930
- L. (Limnophila) kershawi Alexander, 1928
- L. (Limnophila) kerteszi Alexander, 1914
- L. (Limnophila) latistyla Alexander, 1923
- L. (Limnophila) lepida Alexander, 1928
- L. (Limnophila) leucostigma Alexander, 1937
- L. (Limnophila) levidensis Skuse, 1890
- L. (Limnophila) litigiosa Alexander, 1928
- L. (Limnophila) longicellula Alexander, 1931
- L. (Limnophila) luctuosa Skuse, 1890

- L. (Limnophila) luteicauda Alexander, 1924
- L. (Limnophila) lloydi Alexander, 1913
- L. (Limnophila) madida Alexander, 1928
- L. (Limnophila) martynovi Alexander, 1933
- L. (Limnophila) melica Alexander, 1929
- L. (Limnophila) micromera Alexander, 1979
- L. (Limnophila) mira Alexander, 1926
- L. (Limnophila) mirabunda Alexander, 1928
- L. (Limnophila) miroides Alexander, 1932
- L. (Limnophila) mitocera Alexander, 1929
- L. (Limnophila) mitoceroides Alexander, 1933
- L. (Limnophila) morosa Alexander, 1928
- L. (Limnophila) morula Alexander, 1928
- L. (Limnophila) nebulicola Alexander, 1929
- L. (Limnophila) nebulifera Alexander, 1923
- L. (Limnophila) nematocera (Alexander, 1939)
- L. (Limnophila) nemorivaga Alexander, 1929
- L. (Limnophila) nitidiceps Alexander, 1928
- L. (Limnophila) nixor Alexander, 1965
- L. (Limnophila) nocticolor Alexander, 1929
- L. (Limnophila) novella Alexander, 1928
- L. (Limnophila) obscura Riedel, 1914
- L. (Limnophila) obscuripennis Skuse, 1890
- L. (Limnophila) ocellata Skuse, 1890
- L. (Limnophila) oiticicai Alexander, 1948
- L. (Limnophila) oliveri Alexander, 1923
- L. (Limnophila) otwayensis Alexander, 1934
- L. (Limnophila) pallidistyla Alexander, 1934
- L. (Limnophila) pauciseta Alexander, 1924
- L. (Limnophila) penana Alexander, 1967
- L. (Limnophila) pergracilis Alexander, 1943
- L. (Limnophila) perscita Alexander, 1926
- L. (Limnophila) pictipennis (Meigen, 1818)
- L. (Limnophila) pilosipennis Alexander, 1922
- L. (Limnophila) platyna Alexander, 1952
- L. (Limnophila) politostriata Alexander, 1934
- L. (Limnophila) polymoroides Alexander, 1929
- L. (Limnophila) procella Alexander, 1944
- L. (Limnophila) pullipes Alexander, 1938
- L. (Limnophila) quaesita Alexander, 1923
- L. (Limnophila) recedens Alexander, 1931
- L. (Limnophila) recta Alexander, 1928
- L. (Limnophila) referta Alexander, 1928
- L. (Limnophila) reniformis Alexander, 1934
- L. (Limnophila) roraima Alexander, 1931
- L. (Limnophila) roraimicola Alexander, 1931
- L. (Limnophila) rubecula Alexander, 1944
- L. (Limnophila) scitula Alexander, 1926
- L. (Limnophila) schadei Alexander, 1926
- L. (Limnophila) schranki Oosterbroek, 1992
- L. (Limnophila) serena Alexander, 1928
- L. (Limnophila) sikorai Alexander, 1921
- L. (Limnophila) soldatovi Alexander, 1934
- L. (Limnophila) spinulosa Alexander, 1946
- L. (Limnophila) subapterogyne Alexander, 1928
- L. (Limnophila) subcylindrica Alexander, 1928
- L. (Limnophila) subjucunda Alexander, 1928
- L. (Limnophila) subtristis Alexander, 1928
- L. (Limnophila) suspecta Alexander, 1928
- L. (Limnophila) tasioceroides Alexander, 1933
- L. (Limnophila) theresiae Alexander, 1945
- L. (Limnophila) tigriventris Alexander, 1928
- L. (Limnophila) tonnoiri Alexander, 1926
- L. (Limnophila) undulata Bellardi, 1861
- L. (Limnophila) unispinifera Alexander, 1955
- L. (Limnophila) varicornis Coquillett, 1898
- L. (Limnophila) vera Alexander, 1933
- L. (Limnophila) vicaria (Walker, 1835)

### OndergeslachtNesolimnophila
- L. (Nesolimnophila) grandidieri Alexander, 1920
- L. (Nesolimnophila) luteifemorata Alexander, 1963
- L. (Nesolimnophila) malagasya Alexander, 1920

### Niet gebonden aan een ondergeslacht
- L. bigladia Alexander, 1945
- L. bryanti Alexander, 1927
- L. byersi Alexander, 1973
- L. canifrons Edwards, 1932
- L. chilensis Blanchard, 1852
- L. decasbila (Wiedemann, 1828)
- L. flavicauda (Bigot, 1888)
- L. galactopoda Alexander, 1943

- L. lobifera Alexander, 1955
- L. mcdunnoughi Alexander, 1926
- L. micropriapus Alexander, 1981
- L. nigrofemorata Alexander, 1927
- L. pectinifera Alexander, 1964
- L. poetica Osten Sacken, 1869
- L. subpilosa Edwards, 1928
- L. tetonicola Alexander, 1945